# Palfau
Palfau là một xã cũ thuộc huyện Liezen bang Steiermark, nước Áo. Đô thị Palfau có diện tích 58,07 km², dân số thời điểm cuối năm 2008 là 422 người.